# Keiretsu
Keiretsu (jap. 系列 keiretsu; pol. system, serie) – grupa spółek powiązanych za pomocą zależności biznesowych i kapitałowych.

## Keiretsu w Japonii
Pierwsze keiretsu pojawiły się w Japonii w okresie „cudu gospodarczego” po II wojnie światowej. Przed kapitulacją Japonii jej przemysł był kontrolowany przez ogromne konglomeraty nazywane zaibatsu. Zaibatsu zostały zdemontowane przez aliantów pod koniec lat 40. XX wieku. Przedsiębiorstwa powstałe po rozmontowanych zaibatsu ponownie stworzyły między sobą powiązania, kupując nawzajem swoje udziały i tworząc wielobranżowe, poziome alianse. Gdy było to możliwe, spółki kredytowały się w ramach keiretsu, do pewnego stopnia tworząc także zależności pionowe.
Każde z głównych keiretsu było skoncentrowane wokół jednego banku, który udzielał kredytów członkom keiretsu, a także posiadał w nich udziały. Centralny bank miał dużą kontrolę nad spółkami tworzącymi keiretsu, pełniąc rolę jednostki monitorującej oraz podmiotu ratującego spółkę w sytuacjach kryzysowych. Jednym ze skutków takiej struktury była minimalna liczba wrogich przejęć na rynku japońskim, ponieważ żaden podmiot nie był w stanie konkurować z siłą banków.
W okresie powojennym można mówić o sześciu głównych keiretsu, choć granice między nimi rozmyły się w ostatnich latach:
| Nazwa               | Bank                                                                                       | Główne spółki grupy |
| ------------------- | ------------------------------------------------------------------------------------------ | --- |
| Mitsubishi          | Bank Mitsubishi (do 1996) Bank of Tokyo-Mitsubishi (1996–2006) Bank Mitsubishi UFJ (2006–) | Browar Kirin, Mitsubishi Electric, Mitsubishi Fuso, Mitsubishi Motors, Nippon Yusen, Shin-Nippon Petroleum, Tokio Marine and Fire Insurance |
| Mitsui              | Bank Mitsui (do 1990) Bank Sakura (1990–2001) Bank Sumitomo Mitsui (2001–)                 | Fuji, Mitsui Real Estate, Mitsukoshi, Suntory, Toshiba, Toyota                                                                              |
| Sumitomo            | Bank Sumitomo (do 2001) Bank Sumitomo Mitsui (2001–)                                       | Browar Asahi, Koleje Hanshin, Koleje Keihan, Mazda, Koleje Nankai, Sumitomo Real Estate                                                     |
| Fuyo                | Bank Fuji (do 2000) Bank Mizuho (2000–)                                                    | Canon, Hitachi, Marubeni, Matsuya, Nissan, Ricoh, Koleje Tobu, Yamaha                                                                       |
| Dai-Ichi Kangyo     | Bank Dai-Ichi Kangyo (do 2000) Bank Mizuho (2000–)                                         | Fujitsu, Hitachi, Isuzu, Itochu, Tokyo Electric Power                                                                                       |
| Sanwa („Midorikai”) | Bank Sanwa (do 2002) Bank UFJ (2002–2006) Bank Mitsubishi UFJ (2006–)                      | Koleje Hankyū, Koleje Keisei, Kobe Steel, Konica Minolta, Kyocera, Orix, Shin-Maywa, Takashimaya, Toho                                      |

Poza tymi megagrupami, wiele spółek stworzyło mniejsze keiretsu. Nissan, Hitachi i ich firmy współpracujące wiąże ze sobą więź keiretsu, wywodząca się jeszcze z ich funkcjonowania w ramach jednego zaibatsu w okresie przedwojennym. Hankyu-Toho Group jest jeszcze silniej powiązanym keiretsu.
Japońska recesja w latach 90. miała znaczący wpływ na keiretsu. Wiele głównych banków znalazło się w kłopotach z powodu kredytów i było zmuszonych do połączeń lub zakończenia działalności. Wynikiem było rozmycie się podziałów między keiretsu: na przykład Sumitomo Bank i Sakura Bank połączyły się w 2001 tworząc Sumitomo Mitsui Banking Corporation, a Sanwa Bank (bankier Hankyu-Toho Group) stał się częścią Bank of Tokyo-Mitsubishi UFJ. Dodatkowo, wiele firm spoza systemu keiretsu, takich jak Sony, zaczęło wykazywać lepsze wyniki niż ich odpowiednicy wewnątrz systemu.
Powyższe przyczyny doprowadziły do powstania w kręgach biznesowych silnych opinii o nieefektywności starego modelu systemu keiretsu i spowodowały rozluźnienie powiązań. Mimo że keiretsu nadal istnieją, nie są tak scentralizowane i zintegrowane jak przed 1990 r. To z kolei doprowadziło do wzrostu liczby przejęć w Japonii, ponieważ banki nie mogą już tak łatwo służyć jako „spadochron” dla spółek grupy, oraz do wzrastającej liczby pochodnego dochodzenia długów (ang. derivative litigation) przez niezależnych udziałowców.

## Keiretsu poza Japonią
Typowy model keiretsu nie pojawił się poza Japonią, ale wiele nie-japońskich grup jest określanych mianem keiretsu. Należą do nich Virgin Group (Wielka Brytania) i Tata Group (Indie) oraz niektóre sojusze linii lotniczych, np. Oneworld i Star Alliance. Ogólnie, te grupy prezentują wyraźniejsze zarządzanie góra-dół, scentralizowaną kontrolę lub (w przypadku sojuszu linii lotniczych) luźniejsze związki kapitałowe od „prawdziwych” keiretsu. Banki określane jako centra keiretsu-podobnych systemów to między innymi Deutsche Bank i JP Morgan w swoich wczesnych latach w Stanach Zjednoczonych.
Spółka venture capital Kleiner, Perkins, Caufield & Byers (KPCB), główny gracz podczas tzw. dot com boom, określa swój portfel inwestycyjny jako keiretsu. Podobnie jak japońskie keiretsu w okresie powojennym, KPCB zainwestowało w niezależne przedsiębiorstwa z wielu sektorów gospodarki i zachęcało do tworzenia powiązań biznesowych między nimi. Uczyniło to z ich portfela najbliższą analogię keiretsu poza Japonią.
W Ameryce istnieje Keiretsu Forum, określające się jako największa sieć aniołów biznesu na świecie.
Południowokoreańskie konglomeraty czebol są często porównywane do keiretsu, ponieważ tak jak one wywodzą się z przedwojennych japońskich zaibatsu. Jednak te dwa modele znacznie się od siebie różnią.